# دانشگاه، شهرستان اورنج، کارولینای شمالی
دانشگاه (به انگلیسی: University) یک منطقهٔ مسکونی در ایالات متحده آمریکا است که در شهرستان اورنج، کارولینای شمالی واقع شده‌است. دانشگاه ۱۴۵٫۰۹ متر بالاتر از سطح دریا واقع شده‌است.